# Martin Broberg
Martin Broberg, né le 24 septembre 1990 à Karlskoga en Suède, est un footballeur suédois qui évolue au poste d'ailier droit.

## Biographie

### Degerfors IF
Natif de Karlskoga en Suède, Martin Broberg est formé par le club de sa ville natale, le KB Karlskoga FF (en), avant de rejoindre en 2007 le Degerfors IF, où il poursuit sa formation. C'est avec ce club qu'il fait ses débuts en professionnel, débutant dans le championnat de troisième division suédoise lors de la saison 2009. À l'issue de celle-ci le club termine premier du championnat et accède donc à l'échelon supérieur. Broberg fait ses débuts dans le Superettan (D2) le 10 avril 2010, lors de la première journée de championnat face au Landskrona BoIS, contre qui son équipe s'incline (1-0). C'est contre cette même équipe, lors du match retour le 24 juillet 2010, qu'il inscrit son premier but dans le Superettan, Broberg marquant le but qui permet à son équipe de s'imposer dans les derniers instants du match (3-2). Il s'agit de son seul but cette saison-là. Le club se maintient, terminant 10e à l'issue de cet exercice et Broberg joue une seconde saison dans cette division avec Degerfors. L'équipe se classe cinquième cette fois à l'issue de la saison.

### Djurgårdens IF
En janvier 2012, il s'engage en faveur du Djurgårdens IF, où il découvre l'Allsvenskan, l'élite du football suédois. Il joue son premier match sous ses nouvelles couleurs le 11 avril 2012, lors d'une rencontre de championnat contre le GAIS (0-0).
Avec le Djurgårdens IF, Broberg atteint la finale de la coupe de Suède en 2013, où son équipe affronte l'IFK Göteborg. Il est titularisé lors de cette rencontre qui se déroule le 26 mai 2013, et son équipe s'incline après une séance de tirs au but.
Avec Djurgårdens, il dispute un total de 60 matchs en première division suédoise, inscrivant cinq buts.

### Örebro SK
Le 9 juillet 2015, Martin Broberg rejoint l'Örebro SK. Lors de la saison 2015, il se met en évidence en inscrivant dix buts en Allsvenskan, en seulement 15 rencontres, avec l'équipe de l'Örebro SK. Il est l'auteur d'un triplé le 21 septembre 2015, lors de la réception de l'IF Elfsborg (victoire 4-2). Il marque ensuite un doublé une semaine plus tard, à l'occasion de la venue du Kalmar FF (victoire 2-1).

### Odds BK
Avec le club norvégien de l'Odds BK, il dispute 43 matchs en première division norvégienne, inscrivant cinq buts, et ceci en deux saisons.
Il participe également avec cette équipe aux tours préliminaires de la Ligue Europa en 2017. Il marque à cette occasion un but contre le club nord-irlandais de Ballymena United.

### Retour à l'Örebro SK
En novembre 2018 est annoncé son retour à l'Örebro SK.
Alors qu'il a longtemps été blessé il fait son retour à la compétition en août 2020 mais alors qu'il débute un match de championnat face au Malmö FF le 10 septembre 2020 (victoire 3-2 d'Örebro) il sort au bout de huit minutes de jeu, à nouveau touché au dos et est absent pour de nombreux mois.
En janvier 2023, Martin Broberg annonce mettre un terme à sa carrière professionnelle, à l'âge de 32 ans.

## Palmarès
Djurgårdens IF
- Coupe de Suède :
  - Finaliste : 2013.